# Écriture numérique
L'écriture numérique s'adapte aux spécificités des dispositifs numériques, en tenant compte à la fois des contraintes techniques et des possibilités qu'ils offrent, comme la création de liens hypertextes, le copier-coller et la recherche plein texte. Voir aussi la Littérature numérique.
On distingue l'écriture numérique en tant que production de textes encodés de façon binaire, des écritures numériques qui désignent par extension les formes d'expressions culturelles ou artistiques qui se réclament de la culture numérique.

## Définition
De même que l'écriture peut être définie comme une inscription intentionnelle de signes sur un support, l'écriture numérique désigne l'inscription intentionnelle de signes sur un support numérique et se caractérise par trois éléments. Premièrement, elle est issue d'un dispositif numérique d'écriture composé typiquement d'un ordinateur et d'un logiciel d'écriture. Ensuite, elle produit des inscriptions numériques, c'est-à-dire du code utilisant le système binaire. Finalement, les signes inscrits sont destinés à être interprétés par des humains via un dispositif numérique de lecture composé typiquement d'un ordinateur et d'un logiciel de lecture et d'interaction.
Ainsi les caractéristiques de l'écriture numérique rejoignent les propriétés du support numérique : 
- Manipulabilité : le numérique permet d'appliquer des règles de manipulation automatique sur le contenu.
- Abstraction : le numérique permet d'élaborer des modèles formels permettant d'abstraire le contenu.
- Adressabilité : le numérique permet d'indexer et d'adresser le contenu.
- Universalité : le numérique encode pour leur stockage tous les contenus sans frontière formelle.
- Clonabilité : le numérique permet de produire de multiples instances identiques d'un contenu[2].

Pour faire simple, l'écriture numérique est ainsi indissociable de son milieu de production, c'est-à-dire le numérique. Il s'agit d'une production de texte qui « prend en compte dès sa conception les spécificités du support, des outils et des formats utilisés; que ce soit les contraintes techniques qu’ils imposent, ou les possibilités qu’ils offrent via, notamment, la création de liens hypertextes et le recours à des actes techniques tels que les actions de copier-coller ». En association à cette pratique, qui se distingue d'un recours au numérique de certains écrivains comme vecteur ou promotion d'une œuvre papier, la notion "écranvain" a été avancée pour désigner cette écriture par essence multi-support et multimédia.

## Littératie numérique
Ces principes du numérique impliquent une littératie particulière qui est un des enjeux de l'éducation aujourd'hui. La littératie numérique serait une vaste capacité de participer à une société qui utilise la technologie des communications numériques dans les milieux de travail, au gouvernement, en éducation, dans les domaines culturels, dans les espaces civiques, dans les foyers et dans les loisirs. On la retrouve particulièrement en milieu scolaire et de plus en plus dans les bibliothèques publiques, mais aussi dans le milieu académique, où on s'emploie à l'enseigner notamment par le biais d'un apprentissage de l'écriture numérique, qui mobilise des compétences complexes et inédites à l'école. Par rapport à l'apprentissage de l'écriture traditionnelle, il s'agit surtout d'apprendre comment les différents espaces d'écriture affectent la lecture (lectorat), la signification, et la lisibilité du texte.
On dit que « utiliser, comprendre et créer » constituent les trois compétences clés en littératie numérique. Utiliser renvoie aux connaissances techniques permettant d’utiliser facilement l’ordinateur ou l’Internet ; ce sont les savoir-faire essentiels. Comprendre, c’est acquérir un ensemble de compétences pour analyser, évaluer et utiliser à bon escient l’information disponible sur le web. Créer, c’est savoir produire des contenus et les communiquer efficacement en utilisant divers outils et médias numériques.

## Ouvertures permises par l'écriture numérique
Le numérique a rendu possible de nouvelles formes d'expression dans différents domaines artistiques : littérature, cinéma, audiovisuel, musique, création sonore, création graphique, etc. Ces nouvelles formes, en particulier lorsqu'elles mobilisent la production d'un discours ou d'une narration, relèvent de l'écriture numérique dans la mesure où ses auteurs cherchent à exploiter les propriétés du numérique pour imaginer ces nouvelles formes artistiques. Les œuvres numériques ont la particularité de jouer tant sur les nouvelles modalités de l'écriture, que sur celles de la lecture ou de la réception. La création en août 2011 d'un département Nouvelles Écritures à France Télévisions, consacré entièrement à ces nouvelles formes d'expression ou l'existence d'une chaire de recherche du Canada sur les écritures numériques, témoignent d'un mouvement d'institutionnalisation croissante de ces formes.
L'écriture numérique vient également poser la question de ce qui distingue les textes publiés, par exemple, sur les réseaux sociaux, d'une autre forme de littérature. L'accès facile à la diffusion de ce type d'écriture remet en question ce que la société considère comme littéraire ; il est de plus en plus mis de l'avant que les formes courtes et brèves, associées aux publications des réseaux sociaux (comme Twitter ou Facebook) pourraient être associées à des haïkus japonais ou des proverbes français. On en vient même à parler de « twittérature ». La frontière entre littérature et non-littérature devient ainsi de plus en plus poreuse face à l'écriture numérique, de même qu'entre écrivain et auteur.
Dans cette optique, ce type d'écriture a également permis l'émergence d'une littérature numérique, qui compte aujourd'hui de nombreux sous-genres comme la poésie numérique (générative), le texte interactif (hypertexte, fictions interactives...) et la génération automatique de textes. Elle se distingue de la littérature homothétique, qui se contente d'encoder des ouvrages destinés à l'édition papier dans un format numérique (pdf, epub, mobi). Aujourd'hui, l'écriture numérique n'est plus seulement le fruit d'une œuvre humaine; des intelligences artificielles sont testées pour rédiger des écrits comme le scénario d'un film ou encore celui d'un livre.

## Dispositifs d'écriture numérique
Toute forme d'écriture est fortement conditionnée par son dispositif d'écriture. Le dispositif ne doit pas être confondu avec son support qui ne contient que l'inscription matérielle des signes. Le dispositif inclut le support, mais aussi tous les aspects opérationnels de l'acte d'écriture. Dans le cas de l'écriture numérique, le dispositif d'écriture est le système technique numérique par lequel les signes sont produits, encodés numériquement et stockés, soit le clavier réel ou virtuel. Il combine un ordinateur au sens large et un logiciel d'écriture. Il existe plusieurs types de logiciel d'écriture selon des visées applicatives différentes.

### Éditeur de texte brut
Un éditeur de texte brut permet la création de texte, mais uniquement de texte. La majorité du temps, que ce soit sur une plateforme internet ou même sur un logiciel comme Microsoft Word, le texte est encodé d'une façon ou d'une autre (c'est ce qui permet de changer la police, les caractères, les paragraphes, de déterminer ce qui est un titre, un corps de texte, etc.). L'application de bureautique « bloc-notes » permet d'écrire du texte brut, c'est aussi le cas d'éditeurs de texte comme Notepad++ ou encore Sublime Text. Le texte brut permet d'aligner des caractères qui seront encodés au strict minimum, se limitant souvent à seulement traduire la suite de 0 et de 1 (texte lisible par l'ordinateur) en texte lisible par l'humain.

### Traitement de texte WYSIWYG
Le principe des systèmes WYSIWYG (« What you see is what you get  », c'est-à-dire « ce que vous voyez est ce que vous obtenez ») est de créer un document textuel tout en composant le rendu visuel du document. Le principe est donc de simuler la fonction graphique de l'écriture qui est la fonction traditionnelle de l'écriture analogique (sur support sur papier par exemple). Les logiciels comme Microsoft Word ou Libre Office offrent ce type de traitement de texte. Le principal avantage est de montrer directement sur l'écran ce à quoi le texte ressemblera une fois imprimé.

### Éditeur de texte WYSIWYM
Le principe des systèmes WYSIWYM (« What you see is what you mean », c'est-à-dire « ce que vous voyez est ce que vous voulez dire ») est d'associer explicitement au texte affiché des intentions auctoriales et sémantiques sous forme de code. Il se détache de la forme finale, car l'acte d'écriture intègre de manière intentionnelle une forme de programmation. L'utilisation d'un éditeur WYSIWYM permet une adaptation à tout type de support final : puisque les titres, les corps de texte, les types de propos sont encodés comme tels, peu importe la plateforme ou le logiciel qui ouvrira le document, le texte conservera ses propriétés. Utiliser un éditeur WYSIWYM permet d'établir des conventions formelles qui seront conservées sur n'importe quel support. Si un titre est simplement écrit en gros caractères (convention d'un titre), il se peut que lors du transfert à un autre format (par exemple, lors du passage d'un fichier .doc à un fichier .html pour être mis en ligne), ce même titre perde ses gros caractères et ne se différencie plus du reste du texte. Au contraire, si au lieu d'écrire le titre de cette manière il est juste encodé comme un titre, peu importe son format d'ouverture, le titre restera un titre et sera toujours à part du corps de texte.